# Lobophora
Lobophora is een geslacht van vlinders van de familie spanners (Geometridae), uit de onderfamilie Larentiinae.

## Soorten
- L. canavestita (Pearsall, 1906)
- L. halterata

Lichte blokspanner Hufnagel, 1767
- L. magnoliatoidata Dyar, 1904
- L. montanata Packard, 1874
- L. nivigerata Walker, 1862
- L. simsata Swett, 1920